# 新昌地產
新昌地產有限公司，簡稱新昌地產（英語：Hsin Chong Properties Limited，港交所除牌時0056.HK），曾是新昌集團旗下公司，當時經營物業管理、地產，以及股票投資。
曾在1981年在香港交易所分拆上市，之後在1987年，被澳洲財團輝煌集團收購，更名為聯合地產(香港)有限公司至今。

## 連結
- AlliedProperties.com.hk （页面存档备份，存于）